# Liste des sites Ramsar en Malaisie
Cet article recense les zones humides de Malaisie concernées par la convention de Ramsar.

## Statistiques
La convention de Ramsar est entrée en vigueur en Malaisie le 10 mars 1995.
En janvier 2020, le pays compte 7 sites Ramsar, couvrant une superficie de 1 341,82 km2.

## Liste
| Site                                            | État    | Notes | Date             | Superficie (km²) | Altitude (m) | Identifiant Ramsar | Identifiant WDPA | Coordonnées                       | Photo |
| ----------------------------------------------- | ------- | ----- | ---------------- | ---------------- | ------------ | ------------------ | ---------------- | --------------------------------- | ----- |
| Tasek Bera (en)                                 | Pahang  |       | 10 novembre 1994 | 384,46           | 30 - 35      | 712                | 95348            | 2° 58′ 01″ nord, 102° 36′ 00″ est |       |
| Pulau Kukup (en)                                | Johor   |       | 31 janvier 2003  | 6,47             | 0            | 1287               | 900902           | 1° 19′ 01″ nord, 103° 25′ 01″ est |       |
| Sungai Pulai                                    | Johor   |       | 31 janvier 2003  | 91,26            | 0            | 1288               | 900903           | 1° 22′ 59″ nord, 103° 31′ 59″ est |       |
| Cap Piai                                        | Johor   |       | 31 janvier 2003  | 5,26             | 0            | 1289               | 900904           | 1° 16′ 01″ nord, 103° 31′ 01″ est |       |
| Parc national des zones humides de Kuching (en) | Sarawak |       | 8 novembre 2005  | 66,10            |              | 1568               | 902746           | 1° 40′ 59″ nord, 110° 13′ 59″ est |       |
| Zones humides Basse Kinabatangan Segama (en)    | Sabah   |       | 8 septembre 2008 | 788,03           | 0 - 70       | 1849               | 478003           | 5° 37′ 59″ nord, 118° 34′ 59″ est |       |
| Zone humide de Kota Kinabalu                    | Sabah   |       | 22 octobre 2016  | 0,242            | 1 - 13       | 2290               | 555624674        | 5° 59′ 06″ nord, 116° 05′ 13″ est |       |